# Canzone all'antica/Stasera si
Canzone all'antica/Stasera si, dall'VIII Festival della Canzone Napoletana, pubblicato nel 1960, è un singolo del cantante italiano Mario Trevi

## Storia
Il disco contiene il brano Canzone all'antica, portato da Mario Trevi (in occasione della sua prima partecipazione) e Franca Raimondi al Festival di Napoli 1960, e la cover del brano Stasera si, presentato alla stessa edizione da Nunzio Gallo e Claudio Villa.

## Tracce
Lato A
- Canzone all'antica (Gaetani-Minervini)

Lato B
- Stasera si (Zanfagna-Benedetto)

## Incisioni
Il singolo fu inciso su 78 giri, con marchio Durium- serie Royal (RY78/8024 - RY78/8025), e su 45 giri, con marchio Durium- serie Royal (QCN 1106).
Direzione arrangiamenti: M° Beppe Mojetta.